# SNAPAP
SNAPAP‏ (SNAP associated protein) هوَ بروتين يُشَفر بواسطة جين SNAPAP في الإنسان.